# Eupithecia assulata
Eupithecia assulata es una especie de polilla de la familia Geometridae. La especie fue descrita por primera vez por Max Bastelberger habiendo sido descrita en 1911, con distribución en la República de China. El sintipo de la especie fue descrita en los alrededores de Arizan.